# Major League Baseball
Major League Baseball (MLB) er det bedste og mest prestigefyldte niveau inden for baseball. Det er fællesbetegnelsen for de to professionelle amerikanske (og til dels canadiske) ligaer American League og National League.
Major League Baseball ledes af en kommissær, og organisationen står for alt lige fra ansættelse af dommere til marketing. Desuden kan kommissæren pålægge klubberne eller spillerne bøder og andre straffe.
Der foregår ingen op- eller nedrykning fra MLB, og ligaernes struktur ligger således fast. Imidlertid kan ligaerne udvides med nye hold, hvilket dog kun sker med årtiers mellemrum. Ligeledes kan et hold bede om at blive fjernet fra MLB, hvis der opstår finansielle problemer eller lignende. Dette er dog også en møjsommelig proces. Endvidere er det hændt, at et hold er blevet flyttet fra en division til en anden – eller sågar fra en liga til en anden.

## Struktur
Major League Baseball består af to ligaer: American League (15 hold) og National League (15 hold). Hver af disse ligaer er opdelt i tre divisioner: West, Central og East (alt efter holdenes geografiske placering).
Baseballsæsonen er arrangeret således, at et hold primært spiller mod andre hold fra sin egen liga. Imidlertid blev der i 1997 indført det såkaldte interleague play, hvilket går ud på, at alle hold spiller nogle få kampe på tværs af ligaerne.
Forskellen på de to ligaer er at i National League har pitcheren også at-bats. I American League har holdene en ekstra batter kaldet "Designated Hitter" forkortet til DH.
Herunder følger den nuværende divisionsopdeling.
| West                          | Central             | East              |
| ----------------------------- | ------------------- | ----------------- |
| Los Angeles Angels of Anaheim | Chicago White Sox   | Baltimore Orioles |
| Oakland Athletics             | Cleveland Guardians | Boston Red Sox    |
| Seattle Mariners              | Detroit Tigers      | New York Yankees  |
| Texas Rangers                 | Kansas City Royals  | Tampa Bay Rays    |
| Houston Astros                | Minnesota Twins     | Toronto Blue Jays |

| West                 | Central             | East                  |
| -------------------- | ------------------- | --------------------- |
| Arizona Diamondbacks | Chicago Cubs        | Atlanta Braves        |
| Colorado Rockies     | Cincinnati Reds     | Florida Marlins       |
| Los Angeles Dodgers  | St. Louis Cardinals | New York Mets         |
| San Diego Padres     | Milwaukee Brewers   | Philadelphia Phillies |
| San Francisco Giants | Pittsburgh Pirates  | Washington Nationals  |

## Slutspil
Som i de andre amerikanske ligaer (NFL, NHL, NBA m.fl.) har Major League Baseball også et slutspil. Hver liga sender 5 hold til slutspillet hvoraf de tre divisions vindere er sikret en plads. Efter de tre divisions vindere sender de to ligaer hver for sig yderligere to hold til slutspillet, som er de to bedste ikke-vindene divisions hold med. Disse 4 hold skal ud i en wild-card kamp, de to National League hold mod hinanden, og de to American League hold mod hinanden. Dette er wild-card runden. De to vindende hold går videre til næste runde i slutspillet og spiller mod den divisionvinder med flest sejre, i en serie hvor der spilles best af fem kampe. Denne runde kaldes divisionrunden eller "division series". De to vindende hold fra hver liga mødes i hvad der bliver kaldt "American League Championship Series (ALCS)" og "Natioanal League Championship Series (NLCS)". I denne runde bliver der dog spillet bedst af syv kampe, i modsætning til wild-card runden og divisions runden, hvor der bliver spillet bedst af henholdsvis en og fem kampe. De to ligamestre (vindende hold i ALCS og NLCS) mødes i "World Series", hvor verdensmesteren skal kåres. Da det er et NL-hold og et AL-hold der spiller, bliver der skiftet imellem om der spilles med en Designated Hitter, eller om Pitcheren skal batte. Hvis kampen bliver spillet på NL-holdets hjemmebane bliver DH ikke brugt, modsat hvis kampen spilles på AL-holdets hjemmebane.